# 1178년

## 연호
- 남송(南宋) 순희(淳熙) 5년
- 금(金) 대정(大定) 18년
- 일본(日本) 지쇼(治承) 2년
- 서하(西夏) 건우(乾祐) 9년
- 리 왕조(李朝) 찐푸(貞符) 3년

## 기년
- 남송(南宋) 효종(孝宗) 16년
- 금(金) 세종(世宗) 18년
- 고려(高麗) 명종(明宗) 8년
- 서하(西夏) 인종(仁宗) 39년
- 리 왕조(李朝) 고종(高宗) 3년

## 탄생
- 아이슬란드의 시인·역사가·정치자 스노리 스투를루손
- 고려(高麗)의 승려(僧侶) 혜심(慧諶)